# Усть-Тальма
Усть-Тальма — деревня в Качугском районе Иркутской области России. Входит в состав Белоусовского сельского поселения. Находится на правом берегу реки Куленги, вблизи места впадения в неё реки Тальмы, примерно в 25 км (по автодорогам в 48 км) к западу-северо-западу от районного центра, посёлка Качуг.

## История
Основана приблизительно в 1720—1760 г.г. казаками из рода Белоусовых, Петровых, Шеметовых и других родов. До 1930 годов XX века в Усть-Тальме находился конезавод, две мельницы, которые работали от воды, поступающей из родников под горой Мысовой (Мыс), вода в родниках имеет постоянную температуру от +2 до +4 градусов Цельсия.

## Достопримечательности
В 7 км от деревни расположена Тальминская Писаница с рисунками древнего человека, датируемыми 8000 лет до н. э. В 2021 году, по инициативе местных жителей и властей, были установлены охранные знаки, определяющие границы охраной зоны, мониторинг состояния писаницы осуществляет своими силами Белоусовская средняя школа, находящаяся в с. Белоусово и силами жителей поселения.

## Население
| 2002 | 2010 | 2011 | 2012 |
| ---- | ---- | ---- | ---- |
| 59   | ↘47  | →47  | ↗51  |

## Улицы
Уличная сеть деревни состоит из одной улицы (ул. Школьная).